# اینجنیک
اینجنیک (انگلیسی: Ingenic) شرکت سخت‌افزار چینی است، که در سال ۲۰۰۵ تأسیس شد.